# Marcos Nonato da Fonseca
Marcos Nonato da Fonseca (Rio de Janeiro, 1 de junho de 1953 — 14 de junho de 1972) foi um estudante assassinado aos 19 anos por policiais durante a ditadura militar por seu envolvimento na oposição ao regime.
O carioca Marcos Nonato da Fonseca tinha envolvimento desde os 13 anos com a luta contra a ditadura militar no país. Aos 16 anos saiu de casa e juntou-se à Ação Libertadora Nacional (ALN). Foi denunciado pelo dono de um restaurante que frequentava e, junto a mais très amigos, assassinado.
É um dos casos investigados pela Comissão Nacional da Verdade e hoje, o Grêmio Estudantil do Colégio Pedro II - Campus Humaitá II leva o seu nome em homenagem ao militante.

## Biografia
Marcos Nonato da Fonseca, o "Marquinhos", nasceu no Rio de Janeiro em 1953. Estudou no tradicional Colégio Pedro II (berço de muitos revolucionários e líderes estudantis). Se envolveu desde muito pequeno na luta contra a ditadura militar brasileira, aos 13 anos.
De origem humilde e afrodescendente, cuidava dos irmãos menores enquanto seus pais trabalhavam: ela, como manicure, ele, como cozinheiro. Morava numa casa muito simples em São Conrado. Nutria admiração especial pela vida e atitudes de Dom Helder Câmara em favor dos necessitados.

## Militância
Aos 16 saiu de casa e durante alguns meses, atuou no regional de Minas Gerais, participando do assalto a banco que terminou na prisão e morte de Aldo de Sá Brito Souza Neto em janeiro de 1971. Depois disso, retornou ao Rio de Janeiro, sendo posteriormente deslocado para São Paulo, mantendo da família seu envolvimento com a luta e com a ALN, por medo deles serem atingidos pela repressão. Os contatos eram raros e por intermédio de uma amiga, por medo do telefone dos pais estar grampeado. Sua mãe guarda a última carta que escreveu à família, em 30/12/1971: “Estou escrevendo novamente, depois de um longo tempo sem mandar notícias. (...) O povo perdeu combatentes de valor, como Marighella, Câmara Ferreira, Lamarca e tantos outros. Mas, apesar disso, nossa luta não terminou, porque é a luta de um povo contra seus opressores. Estou me lembrando que amanhã vai fazer dois anos em que estivemos juntos pela última vez. Foi numa passagem de ano de 69 para 70... Não me arrependo do caminho que escolhi... Até uma outra vez. Seu saudoso filho”.

## Morte
Em 14 de junho de 1972, foi almoçar no restaurante Varella com os companheiros Ana Maria Nacinovic Corrêa, Iuri Xavier e Antônio Carlos Bicalho Lana, todos da ALN, sendo ele o mais novo, com dezenove anos. Manoel Henrique de Oliveira, proprietário do restaurante, fez a denúncia para a polícia por telefone, reconhecendo os clientes dos cartazes de procurado, e pouco depois um enorme contingente de policiais ocupou alguns pontos da rua Antunes Maciel, bairro da Mooca.Há diferentes versões sobre sua morte. Na versão oficial, os policiais fizeram uma emboscada e chegaram atirando e assassinaram-nos sumariamente, ferindo também uma criança que passava com a mãe pela rua, um transeunte e e dois agentes policiais não identificados.
Mas, a partir da abertura dos arquivos do DOPS/SP começaram a surgir elementos que colocaram em dúvida a versão oficial de que os três teriam morrido em tiroteio. Não foi possível reconstituir toda a verdade dos fatos, mas as mortes certamente não ocorreram no local, conforme a narrativa oficial. Depoimento de uma testemunha, documentos oficiais localizados e perícias realizadas nos restos mortais dos militantes derrubara a versão de morte em tiroteio.
Segundo o "Dossiê dos mortos e desaparecidos políticos a partir de 1964", da Comissão de Familiares de Mortos e Desaparecidos Políticos, Instituto de Estudo da Violência do Estado - IEVE e Grupo Tortura Nunca Mais - RJ e PE, de imediato, foram fuzilados Iuri e Marcos Nonato. Ana Maria ainda estava viva, quando um policial, ouvindo seus gritos de protesto e de dor, aproximou-se desferindo-lhe uma rajada de fuzil FAL, à queima-roupa. Ainda segundo o dossiê, dois ou três policiais agarravam o corpo de Ana Maria e o jogavam de um lado para o outro, às vezes lançando-o para o alto e deixando-o cair abruptamente no chão. Descobriram-lhe também o corpo ensaguentado, e tal cena repetiu-se com o corpo de Iúri e Marcos Nonato, sendo entretanto Ana Maria o alvo preferido. A população, revoltada com tamanha violência e selvageria, esboçou, dias depois, uma reação de protesto, tentando elaborar um abaixo-assinado que seria encaminhado ao Governador do Estado. Mas, devido ao clima de terror existente no País naquela época, somado ao pânico de que aquelas cenas de verdadeiro horror pudessem se repetir com eles, a iniciativa foi posta de lado. Também as ameaças feitas pelos policiais, na hora do crime, intimidaram os populares.
A CEMDP apurou que depois do assassinato, os três militantes não foram levados diretamente ao IML, e sim ao DOI-CODI do II Exército, na rua Tutóia, em cujo pátio foram vistos pelo preso político Francisco Carlos de Andrade. Francisco não conhecia Marcos Nonato, mas reconheceu Ana Maria e Iuri dentre os três corpos que viu no pátio da 36ª DP, sede do DOI-CODI/SP.
Segundo o relatório de um documento do DOPS, eles seriam responsáveis pelo assalto ao banco em Minas Gerais, sendo chamados de grupo de terroristas do "Comando Gastone Lúcia Beltrão, da ALN". Ainda segundo o documento, Iuri, Ana Maria, Marcos Nonato, Antônio Carlos e uma quinta pessoa não identificada eram os responsáveis pelo assalto, os quatro primeiros foram localizados, cercados pela polícia e receberam voz de prisão. "Devido à reação à bala de armas automáticas e metralhadora, houve intenso tiroteio no qual morreram dois agentes de segurança, uma menina e um homem, além de Iuri, Ana Maria e Marcos; Antônio Carlos Bicalho conseguiu fugir em um carro. O comunicado solicita o apoio da população, dos hospitais e casas de saúde para que Antônio seja localizado."

## Polêmica sobre a morte
A primeira lacuna suspeita é que, tratando-se de um episódio de tamanha violência e proporções, com três mortos e quatro feridos, incluindo dois policiais que não são identificados, não houve perícia de local; não há fotos dos corpos no local onde foram abatidos; não foram encontradas referências às armas apreendidas que os três militantes certamente portavam; não houve exames residuais de pólvora ou balística para determinação dos possíveis responsáveis pelos tiros que teriam atingido os quatro feridos. Enfim, nada foi feito para corroborar a versão oficial. Para corroborar a versão de Francisco de que os corpos, diferentemente do que foi divulgado pelos jornais, não foram levados diretamente ao IML e sim à sede do DOI-CODI, houve comprovação do fato por meio das fichas de identificação de Iuri e Ana Maria, feitas no DOI-CODI do II Exército no mesmo dia 14, localizadas nos arquivos do DOPS/SP.
Há ainda registros nos documentos oficiais de que teriam sido feridos, mas nada consta sobre terem sido socorridos. As necropsias, realizadas no IML/SP em 20/06/1972, assinadas pelos legistas Isaac Abramovitc e Abeylard de Queiroz Orsini, confirmam as mortes em tiroteio. Com requisição do delegado Alcides Cintra Bueno Filho, do DOPS, os corpos deram entrada no IML às 17 horas, mas sem roupas. Ana Maria chegou despida, Iuri de cuecas e meias, enquanto Marcos estava de calça, cueca, sapatos e meia. Com certeza, não é possível que com essas vestimentas tivessem almoçado no restaurante e participado de um violento tiroteio, ferindo dois policiais e dois transeuntes, conforme a versão oficial. O pai e o irmão de Marcos foram a São Paulo buscar o corpo, que veio em um caixão blindado, onde só se via seu rosto. Segundo o relato da mãe, o cemitério São João Batista (RJ), onde o corpo foi enterrado, estava repleto de policiais do DOI fotografando o enterro em busca de algum companheiro presente no local.

## Exumação dos corpos
Os corpos de Iuri, Maria e Marcos foram exumados posteriormente, por Luís Fondebrider e Nelson Massini. Nelson Massini foi taxativo em sua conclusão: "Marcos Nonato estava deitado ao ser atingido".